# De Havilland Gipsy Major
de Havilland Gipsy Major (также Gipsy IIIA) — британский четырёхцилиндровый рядный двигатель воздушного охлаждения, разработанный в середине 1930-х годов Джеффри де Хэвиллендом. Устанавливался на различных лёгких самолётах, включая известный биплан Tiger Moth. Всего было выпущено 14615 экземпляров двигателя.
Кроме Великобритании производился филиалом компании de Havilland Australia, а также в Италии (Alfa Romeo 110) и Румынии (IAR 4-G1). Особенностью австралийской модификации был перевод размеров деталей с метрической в имперскую систему мер.

## История
Предшественником Gipsy Major был Gipsy III, представлявший собой выпускавшийся с 1927 года мотор de Havilland Gipsy, модифицированный для работы в перевёрнутом виде. В таком положении вал винта находился несколько выше, а цилиндры не перекрывали пилоту обзор вперёд. У первых подобных конструкций наблюдался повышенный расход масла (до четырёх пинт в час), что означало необходимость в регулярной дозаправке маслобака; однако, с внедрением доработанных поршневых колец, этот расход удалось сократить примерно вдвое. У модели Major по сравнению с Gipsy III диаметр цилиндров был увеличен со 114 до 118 мм.

### Развитие конструкции
Когда в 1934 году компании потребовался более мощный двигатель для двухмоторного транспортника, на основе конструкции четырёхцилиндрового Gipsy Major был разработан шестицилиндровый 200-сильный Gipsy Six.
Аналогично, в 1937 году из двух блоков цилиндров Gipsy Six был изготовлен 12-цилиндровый V-образный Gipsy Twelve (525 л.с.) для нового четырёхмоторного D.H.91 Albatross . В ВВС Gipsy Twelve именовался Gipsy King, а Gipsy Six — Gipsy Queen.
С началом Второй мировой войны количество полётов гражданских ЛА (и потребность в поршневых моторах небольшого объёма) резко сократилось, а после неё компания сконцентрировала свои усилия на разработке реактивных двигателей. Но Gipsy по прежнему использовались на многих учебных машинах; например, в Канаде им оснащали DHC1 Chipmunk, который позже заменил в Королевских ВВС биплан Tiger Moth. 
К тому времени, однако, в самой Британии большим спросом стал пользоваться Blackburn Cirrus Major, а в США и других странах приобрели популярность  американские оппозитные двигатели Lycoming и Continental (по иронии судьбы, конструкция моторов Blackburn основывалась на старом ADC Cirrus, разработанном в 1925 году Фрэнком Хэлфордом, лицензию на который компания Blackburn приобрела ещё 1934 году).
В своей наиболее мощной модификации "215", Gipsy Major с нагнетателем, устанавливавшийся на вертолётах, развивал 220 л.с. (164 кВт). Ему принадлежат рекорды по продолжительности межремонтного интервала: 1000 часов (1938), 1260 часов (1943), и, наконец, 1500 часов (1945 год).

## Модификации
Gipsy Major I
Gipsy Major ICгоночный; увеличенные степень сжатия (6:1) и максимальные обороты.
Gipsy Major IDдобавлен топливный насос, а также экранированные провода системы зажигания и система воспламенения
Gipsy Major IFалюминиевые головки цилиндров, степень сжатия 5,25:1.
Gipsy Major IIвинт изменяемого шага
Gipsy Major 7военная версия Gipsy Major 1D, повышены обороты.
Gipsy Major 8выпускные клапаны с натриевым охлаждением, пиротехнический стартёр (DHC Chipmunk).
Gipsy Major 10электрический стартёр.
Gipsy Major 30крупная модификация, увеличены диаметр цилиндров и ход поршней, степень сжатия 6,5: 1.
Gipsy Major 50нагнетатель, 197 л.с..
Gipsy Major 200двигатель для лёгких вертолётов, 200 л.с.
Gipsy Major 215Турбонаддувный вертолетный двигатель. 220 л.с.
Alfa Romeo 110итальянская лицензионная версия, выпускавшаяся Alfa Romeo
de Havilland L-375-1американское военное обозначение Gipsy Major I
IAR 4-G1румынская лицензионная версия, выпускавшаяся заводом IAR

## Применение
Кроме особо указанных позиций, источник — Lumsden.
 Великобритания
- Airspeed Ferry
- Arrow Active
- Auster Aiglet
- Auster Autocar
- Auster Autocrat
- Beagle Terrier
- Boulton Paul P.92
- British Aircraft Cupid
- British Aircraft Eagle
- British Aircraft Double Eagle
- Blackburn B-2
- Chrislea Super Ace
- Comper Mouse
- Comper Streak
- Comper Swift
- De Bruyne Snark
- de Havilland Dragon
- de Havilland Dragonfly
- de Havilland Fox Moth
- de Havilland Hornet Moth
- de Havilland Leopard Moth
- de Havilland Moth Major
- de Havilland Puss Moth
- de Havilland Tiger Moth
- de Havilland T.K.2
- de Havilland T.K.4
- Elliotts Newbury Eon
- Foster Wikner Wicko
- General Aircraft Cygnet Major
- General Aircraft Monospar
- Handley Page Manx
- Miles Aerovan
- Miles Falcon Major
- Miles Gemini
- Miles Hobby
- Miles Hawk Trainer
- Miles M.35 Libellula
- Miles M.39B Libellula
- Miles Magister
- Miles Mercury
- Miles Messenger
- Miles Minor
- Miles Monarch
- Miles Sparrowhawk
- Miles Whitney Straight
- Percival Gull Major
- Reid and Sigrist Desford
- Saunders-Roe Skeeter (вертолёт)
- Spartan Cruiser
- Taylorcraft Auster
- Thruxton Jackaroo

 Канада
- DHC-1 Chipmunk

 Австралия
- DHA-3 Drover
- Sasin Spraymaster

 Бельгия
- Fairey Primer
- Stampe SV.4

 Нидерланды
- Koolhoven F.K.43
- Koolhoven FK.47[9]
- Koolhoven F.K.54[10]
- Koolhoven F.K.49

 Испания
- AISA I-115

 Австрия
- Hirtenberg HS.9

 Дания
- SAI KZ IV

 Швеция
- Saab 91 Safir

 Финляндия
- VL Viima

 Эстония
- RWD-8 (лицензионный)
- PON-1
- PTO-4

 Польша
- RWD-5bis
- RWD-19

 Югославия
- Икарус Аеро-2
- Рогожарски СИМ-X

## Сохранившиеся двигатели
Большое количество работоспособных Gipsy Major существуют по всему миру, только в Великобритании насчитывается приблизительно 175 самолётов de Havilland Tiger Moth фигурируют в регистре британской Администрации гражданской авиации (Civil Aviation Authority) за сентябрь 2011 года, хотя не все они пригодны к полётам.

## Двигатель в экспозициях музеев
- Музей de Havilland, Ландон-Колни, Хартфордшир
- Музей ВВС флота, база Йовилтон, Сомерсет.
- Собрание Шаттлуорта (Олд Уорден, Бедфордшир).
- Музей королевских ВВС в Косфорде.